# Aaryn Ellenberg
Pour les articles homonymes, voir Ellenberg.
Aaryn Ellenberg, née le 19 juillet 1992 à Las Vegas (Nevada), est une joueuse américaine de basket-ball.

## Biographie
Elle est formée aux Sooners de l'Oklahoma avec lesquels elle atteint le Sweet sixteen en 2011 et 2013. Elle est nommée dans le meilleur cinq des Freshman de Big 12 (2011), puis dans le meilleur cinq de la Big 12 (2012, 2013, 2014). En 2013, elle est meneuse titulaire de l'équipe nationale américaine qui remporte le mondial universitaire à Kazan avec 9,2 points et 2,5 rebonds en 17,5 minutes.
Non draftée, elle est testée par la franchise WNBA du Sky de Chicago qui la libère après une seule rencontre au début de la saison WNBA 2014. Elle s'engage en Europe, d'abord au club polonais de Basket Konin pour la saison 2014-2015 (14,7 points, 4,5 rebonds, 2,0 passes décisives), puis au club autrichien des Flying Foxes de Vienne pour la saison 2015-2016 (20,2 points, 5,4 rebonds, 3,4 passes décisives), puis au club islandais de Snaefell pour la saison 2016-2017 (22,7 points, 8,9 rebonds, 5,0 passes décisives). En janvier 2018, elle rejoint le club slovaque du MBK Ružomberok pour la fin de saison 2017-2018 (15,6 points, 3,9 rebonds, 2,1 passes décisives). Après un passage aux Rockhampton Cyclones en ligue d'été australienne  (22,9 points, 6,9 rebonds, 5,4 passes décisives), elle retourne à Ružomberok pour y effectuer une saison complète (15,1 points, 3,6 rebonds, 3,6 passes décisives) ponctuée de 10 rencontres en EuroCoupe (20,1 points, 5,1 rebonds, 3,4 passes décisives). Au printemps 2019, elle s'engage avec le club français de Saint-Amand.

## Distinctions personnelles
- Meilleur cinq des Freshman de Big 12 (2011)
- Meilleur cinq de la Big 12 (2012, 2013, 2014)

## Palmarès
- Médaille d'or aux mondiaux universitaires 2013
- Championne d'Autriche 2016
- Vainqueure de la Coupe d'Autriche 2016
- Championne de Slovaquie 2019
- Vainqueure de la Coupe de Slovaquie 2019

## Clubs
- 2010-2014 :  Sooners de l'Oklahoma
- 2014 :  Sky de Chicago
- 2014-2015 :  Basket Konin
- 2015-2016 :  Flying Foxes Post SV Wien
- 2016-2017 :  Snaefell
- 2017-2018 :  MBK Ružomberok
- 2018-2018 :  Rockhampton Cyclones
- 2018-2019 :  MBK Ruzomberok
- 2019-2020 :  Saint-Amand Hainaut Basket